# Illes Larsen
Les illes Larsen, també anomenades C. A. Larsen, són un petit grup d'illes de l'Antàrtida que es troben a 1 milla al nord-oest de la punta Moreton, a l'extrem occidental de l'illa Coronació, a les illes Òrcades del Sud, a 60° 36′ S, 46° 04′ O / 60.600°S,46.067°O.
Les illes Larsen van ser descobertes pel capità George Powell i el capità Nathaniel Palmer amb motiu de la seva expedició conjunta al desembre de 1821. Van ser anomenades així en un mapa del capità Petter Sørlle en honor del capità Carl Anton Larsen, durant el viatge de Sørlle a les Òrcades del Sud entre 1912 i 1913.

## Reclamacions territorials
L'Argentina inclou l'illa al Departament Illes de l'Atlàntic Sud dins de la província de Terra del Foc, Antàrtida i Illes de l'Atlàntic Sud i el Regne Unit la fa part del Territori Antàrtic Britànic, però ambdues reclamacions estan suspeses en virtut del Tractat Antàrtic.
Nomenclatura dels països reclamants:
- Argentina: islas Larsen
- Regne Unit: Larsen Islands